# Dionís V de Constantinoble
Dionís V de Constantinoble, (en grec Διονύσιος Ε') va ser Patriarca de Constantinoble de l'any 1887 al 1891.
Va néixer el 22 de març de 1820 a Adrianòpolis, ciutat on va estudiar. Després fer de mestre a la província de Kırklareli durant vuit anys i a Demòtica durant tres anys. L'any 1851 va ser ordenat diaca, el 1855 era ardiaca i el 1856 va ser nomenat protosincel·le i ordenat sacerdot.
L'any 1858 va ser elegit metropolità de Creta, però els disturbis polítics el van obligar a abandonar l'illa i anar a Constantinoble. L'any 1868 el van nomenar metropolità de Demòtica, i el 1871 d'Adrianòpolis. El mes de febrer de 1879 els búlgars van atacar Adrianòpolis i van envair la ciutat. Les forces russes el van salvar i es va refugiar a Constantinoble el 1880, on va arribar malalt. Des del 1880 al 1886 va ser metropolità de Nicea, i el 22 de gener de 1886 va tornar a Adrianòpolis altra vegada com a metropolità. Quan va dimitir Joaquim IV molt malalt, va ser elegit patriarca, l'any 1887.
Durant el seu patriarcat Dionís va ser considerat un personatge prudent però autoritari. Va tenir discussions freqüents amb les autoritats otomanes, pels privilegis dels patriarques i els metropolitans que els otomans volien limitar. Va presentar la dimissió dues vegades, la primera el 23 de juny de 1890 i la segona el 2 d'agost d'aquell mateix any, però cap de les dues no va ser acceptada. Finalment, el 24 de desembre es va arribar a l'acord de respectar els privilegis per part de la Sublim Porta. El patriarca, després d'una curta malaltia, va morir d'apoplexia la nit del dilluns 12 al dimarts 13 d'agost de 1891.